# Guillaume Cailleau

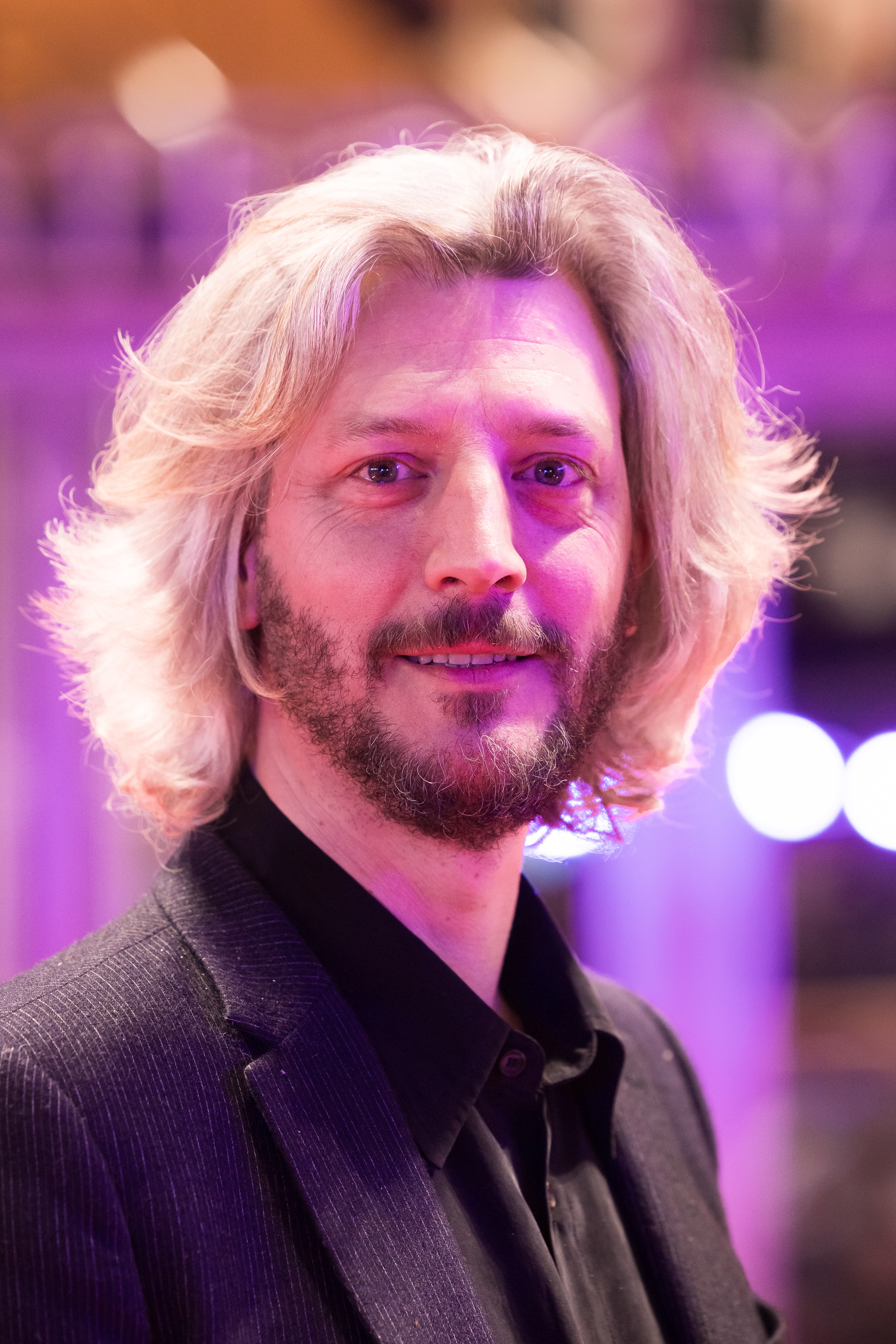
Guillaume Cailleau, 2024

Guillaume Cailleau (anhörenⓘ; * 15. Februar 1978 in Saumur) ist ein französischer Künstler und Filmemacher. 

## Biografie
Guillaume Cailleau studierte von 2006 bis 2011 experimentelle Mediengestaltung an der Universität der Künste Berlin und war Meisterschüler von Heinz Emigholz. Zuvor absolvierte er an der Icam in Nantes ein Diplomstudium für Ingenieurstechnik sowie eine staatliche Ausbildung als Filmvorführer in Paris. 2007 drehte er seinen ersten Kurzfilm Blitzkrieg, der auf den Internationalen Kurzfilmtagen Oberhausen gezeigt wurde. 2008 folgten u. a. Through, eine Replik auf Michael Snows Installation Windowed Water (2007), der handprozessierte Film H(I)J (2009), sowie Austerity Measures (2012), in Zusammenarbeit mit Ben Russell in Athen gedreht. Sein Kurzfilm Laborat gewann im Februar 2014 auf der Berlinale den Silbernen Bären Preis der Jury.
Guillaume Cailleau ist Mitglied des unabhängigen Filmkollektivs LaborBerlin. Als freier Videokünstler arbeitete er u. a. in Theaterproduktionen von Thomas Ostermeier, Hakan Savaş Mican und Mala Kline. Mit dem experimentellen Soundkünstler Werner Dafeldecker und dem Komponisten und Dirigenten Timo Kreuzer entwickelt er audiovisuelle Performances, mit denen er u. a. während des Edinburgh International Film Festival (2014), Scratch Expanded Paris (2013) und im Rahmen der Reihe COLOR SOUND FRAMES (2015) des Serralves-Museum auftrat. 
Cailleau ist Coproduzent von Ben Russels Film Good Luck (2017), der auf dem Filmfestival in Locarno uraufgeführt und als Installation auf der documenta 14 in Kassel gezeigt wurde.

## Ästhetik
Guillaume Cailleaus Werk ist vom amerikanischen Avantgardefilm und der performativen Praxis des Expanded Cinema beeinflusst. Cailleau experimentiert mit Langzeitaufnahmen, Mehrfach-Belichtungen, Farbfiltern und anderen Verfahrensweisen, die sich aus der konzeptuellen Durchdringung seines Gegenstands ergeben. Seine Arbeiten untersuchen Alltagssituationen, wissenschaftliche Abläufe oder persönliche Erinnerungsräume. Die Stofflichkeit der Bilder sowie der Prozess des Filmens selbst rücken dabei in den Fokus seiner poetischen Kompositionen.

## Filmografie (Auswahl)
- 2007: Blitzkrieg (Kurzfilm, Premiere 54. Kurzfilmtage Oberhausen)
- 2008: Through; mit Benjamin Krieg (Kurzfilm, Premiere 59. Berlinale, Forum Expanded)
- 2009: H(I)J (Kurzfilm, Premiere NYFF 2009, Views from the Avant-Garde)
- 2012: Austerity Measures; mit Ben Russell (Premiere 62. Berlinale, Forum Expanded)
- 2013: Abdou's Dread in Teatro Argentina, Roma (Kurzfilm, Premiere Edinburgh International Film Festival 2013)
- 2014: Laborat (Kurzfilm, Premiere 64. Berlinale, Wettbewerb Kurzfilm)
- 2014: Hanging (Premiere Kienzle Art Foundation)
- 2016: Organ Movement_For Elmer Kussiac_ (Musikvideo, Premiere 62. Kurzfilmtage Oberhausen)

## Installationen (Auswahl)
- 2010: Un nuage, Temps Organiques, MIRE cinéma expérimental & image en mouvement, Nantes 2012
- 2010: Creative Commons, CONTACT, Royal Ontario Museum Toronto.
- 2011: Flowed, Dada Post, Berlin.
- 2012: Lucile's Ghost on Atlas Top, Bruxelles, Rencontres internationales Paris/Berlin
- 2013: WILD WILD, mit Hanna Slak, Doppeltes Berlin, Haus der Kulturen der Welt, Berlin

## Performances (Auswahl)
- 2013 #2.0x, gemeinsam mit Jan Slak, Scratch Expanded Paris.
- 2015 Resonator II, mit Werner Dafeldecker, Serralves Museum
- 2015 Resonator III, mit Werner Dafeldecker und Splitter Orchester, Akademie der Künste Berlin, Musik für alle.
- 2015 Compound Interest, mit Timo Kreuser, Figura Festspiele 2015, Kopenhagen.
- 2016 Exchange Rates, mit Timo Kreuser, Biegungen, Ausland Berlin.

## Auszeichnungen
- 2014: Silberner Bär Preis der Jury der 64. Berlinale für Laborat
- 2015: Jury Award Flexfest 2015 für Laborat
- 2016: 2. Preis der 62. Kurzfilmtage Oberhausen für Organ Movement For Elmer Kussiac